# Johan Jongkindbrug
De Johan Jongkindbrug (brug 151P) is een kunstwerk in Amsterdam-Nieuw West. Alhoewel de naam dragend van een brug is het een stelsel van viaducten, Amsterdam duidt meestal viaducten als bruggen aan.
Het viaductstelsel, geheel van beton is gelegen in de Ringweg Amsterdam. In totaal vier viaducten overspannen hier de Johan Jongkindstraat. Ze werd vanaf 1969 tot 1972 gebouwd in verband met de toenmalige aanleg van dat gedeelte van de Ringweg-West (Einsteinweg) vanaf de Jan van Galenstraat zuidwaarts tot aan de Cornelis Lelylaan De kruising van de rijksweg met de Cornelis Lelylaan verzorgde problemen. Rijkswaterstaat moest de keus maken of zij de rijksweg over de Cornelislaan zou laten lopen of juist daaronder. De rijksweg gaat namelijk onder de Jan van Galenstraat door, maar weer over de Jan Evertsenstraat. Uiteindelijk werd er in 1966 gekozen voor de variant waarbij de rijksweg onder de Cornelis Lelylaan duikt. Dit had bouwkundige gevolgen. Op circa 75 meter voor die kruising, moet de rijksweg namelijk ook de Johan Jongkindstraat ongelijkvloers kruizen en daar werd gekozen voor een bovenliggende rijksweg. De werkzaamheden leverden het volgende tafereel op (van oost naar west):
1. De afslag van het verkeersplein Cornelis Lelylaan naar de rijksweg; deze weggedeelte stijgt van noord naar zuid
2. De rijwegen van de rijksweg naar het noorden; deze komen net van onder de Cornelis Lelylaan; dit weggedeelte daalt van noord naar zuid
3. De rijwegen van de rijksweg naar het zuiden; deze duiken even later onder de Cornelis Lelylaan; dit weggedeelte daalt van noord naar zuid
4. De afslag van de rijksweg richting zuiden; gaande naar het verkeersplein Cornelis Lelylaan; dit weggedeelte stijgt van noord naar zuid
5. om voldoende hoogte te houden voor doorgaande vrachtverkeer moest de Johan Jongkindstraat plaatselijk verlaagd worden.

De stijgende en dalende lijnen van de overspanningen zorgden er net als bij de Saskia van Uijlenburgbrug wel voor, dat sommige bestuurders van vrachtauto’s dachten dat ze onder middelste twee viaducten door konden, maar vervolgens klem kwamen te zitten of dat de top van de vrachtauto beschadigd raakte. Die middelste viaducten kennen een hoogte van 3,1 meter.
Het stelsel werd geopend bij twee gelegenheden. Op 27 juni 1972 werd de viaducten aan de zijkant in gebruik genomen bij de opening van het traject Jan van Galenstraat-Cornelis Lelylaan. De twee viaducten in het midden werden op 2 april 1975 geopend toen het traject Cornelis Lelylaan-Henk Sneevlietweg in gebruik werd genomen. Rond 1990 werden er bij de viaducten geluidschermen geplaatst, daarvoor werden aparte pijlers geplaatst naast de dragende constructies voor de afslagen. In die betonnen pijlers werd de naam van de straat uitgefreesd/uitgespaard: J.Jongkingstraat.
De viaducten gingen vanaf 1974 naamloos door het leven met het nummer 151P hetgeen verwijst naar een brug in Amsterdam in beheer bij het rijk of provincie, in dit geval het rijk. Amsterdam vernoemde op 8 december 2017 (bijna) alle viaducten in de ringweg, om een betere plaatsaanduiding te krijgen. Op die datum werd de nieuwe naam John Jongkindbrug opgenomen in de Basisadministratie Adressen en Gebouwen (BAG). Het bouwwerk werd daarbij vernoemd naar de nabij gelegen Johan Jongkindstraat, die op haar beurt is vernoemd naar kunstschilder Johan Barthold Jongkind.
Het viaduct werd gebouwd op nog geen 50 meter van de elf verdiepingen hoog zijnde kantoortoren van Nedlloyd, vanaf 1969 onderdeel van Delta Lloyd, een creatie van architect Frederik Willem de Vlaming.

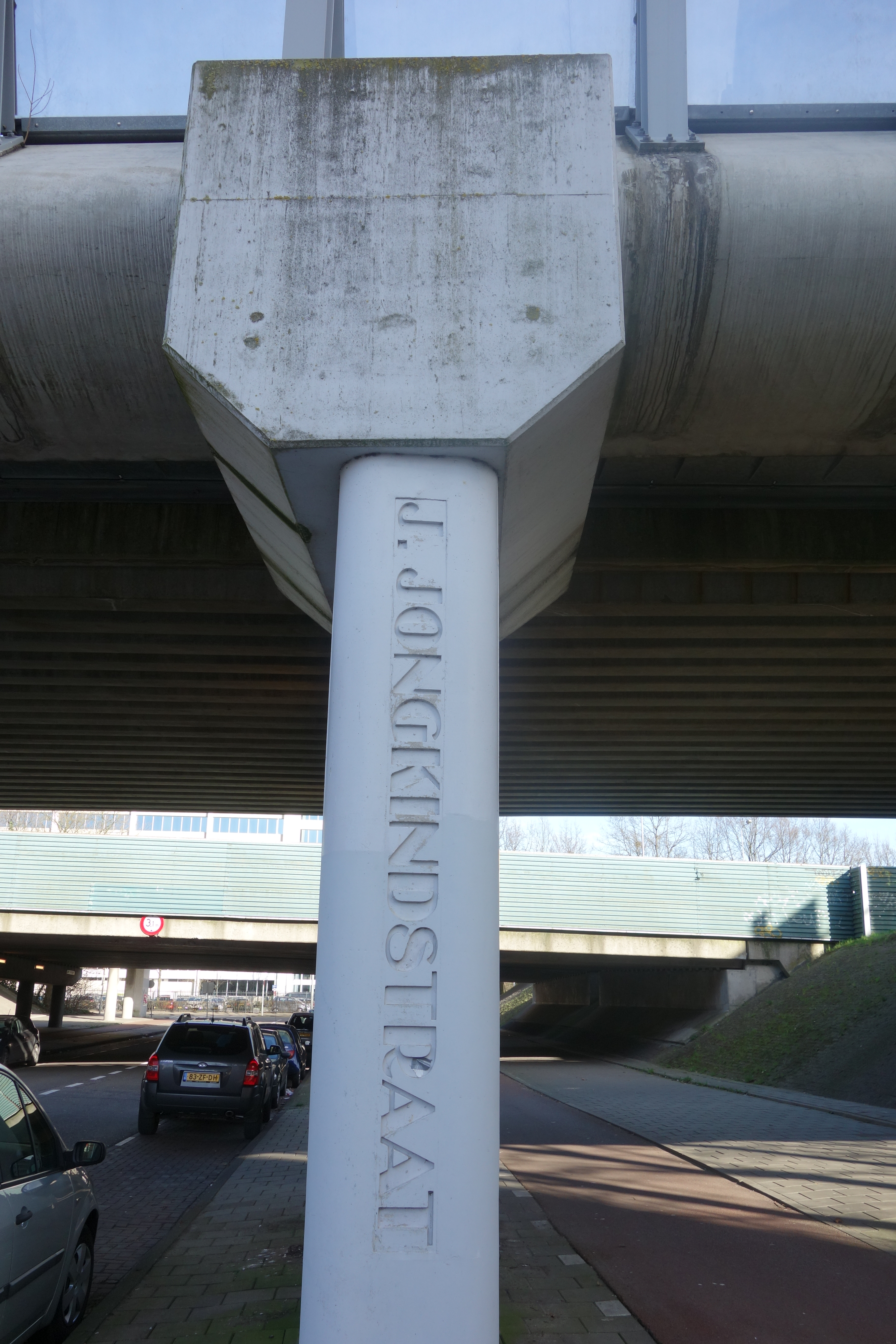
Pijler van het geluidsscherm met straatnaam (maart 2017)